# Dòng họ Lý Tinh Thiện
Gia tộc Lý Tinh Thiện (tiếng Hàn: 정선 이씨; Hanja: 旌善 李氏, Tinh Thiện Lý thị) là một gia tộc Hàn Quốc có nguồn gốc di cư từ Việt Nam. Dựa theo số liệu năm 2000, số thành viên của gia tộc là 3657 người.